# 徳島ラジオ商殺し事件
徳島ラジオ商殺し事件（とくしまラジオしょうごろしじけん）とは、1953年に徳島県徳島市で発生した強盗殺人事件。
犯人とされた冨士茂子に対し、刑の確定および死後に再審によって無罪が言い渡された冤罪事件である。日本弁護士連合会が支援していた。日本初の死後再審が行われ、死後に無罪判例によって名誉回復がなされた。

## 事件の概要
1953年11月5日の早朝、当時50歳のラジオ商（現在でいう電器店）「三枝電気店」の店主男性が徳島県徳島市の自宅店内で殺され、彼の内縁の妻だった当時43歳の冨士茂子も負傷した。当初徳島市警察（当時）は市内の暴力団関係者2人を強盗殺人容疑で逮捕し、内1人は犯行を自供したが、証拠が無く不起訴処分とした。
事件から8か月後、検察はラジオ商の住み込み店員の当時17歳と16歳の少年2人を別件逮捕し、1人は45日間、もう1人は28日間に渡って身柄を拘束して取り調べ、そこで得た証言（偽証）から、冨士の犯行（狂言）であると断定し、1954年8月13日に逮捕した。

## 冤罪の訴え

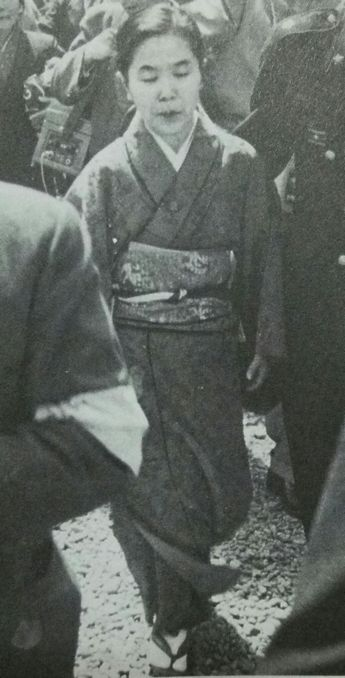
一審判決言渡しの日、裁判所へ向かう冨士茂子

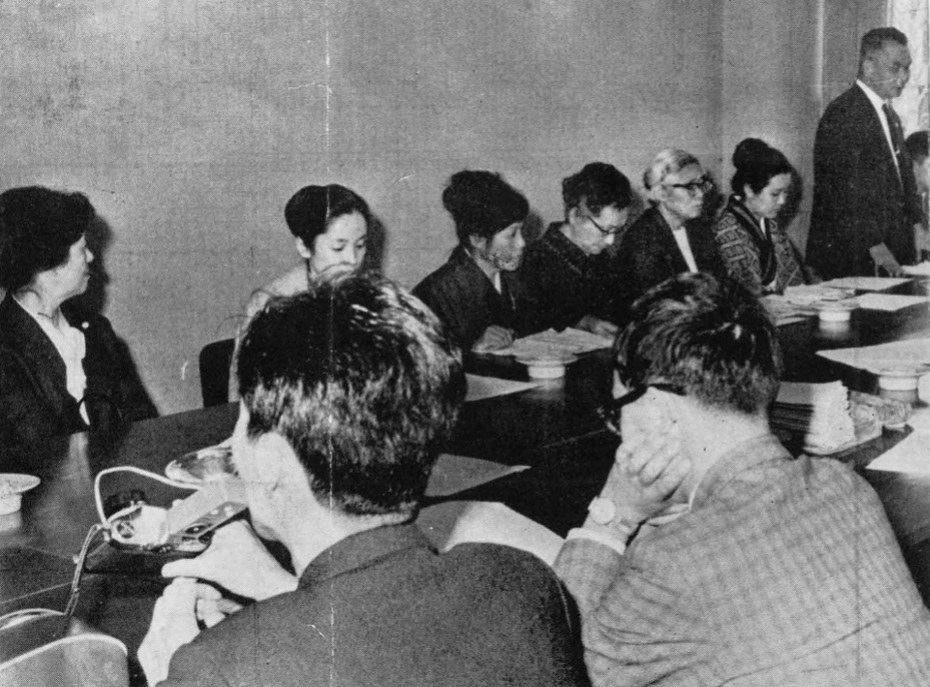
1964年11月30日、池田みち子、市川房枝、大原富枝、神近市子、北林谷栄、小夜福子、瀬戸内晴美、奈良岡朋子、三宅艶子、由起しげ子ら10人は冨士茂子の無実をはらすため、「徳島事件の公正裁判を要請するアピール」を行った。また同日、仮出所の嘆願書を提出した。写真は左から、三宅、奈良岡、大原、神近、市川、瀬戸内。

第一審・徳島地方裁判所は1956年4月18日、冨士に懲役13年の有罪判決を言い渡し、控訴審・高松高等裁判所も1957年12月21日に冨士の控訴を棄却する判決を言い渡した。冨士は上告したが、裁判費用が続かないため1958年5月10日に上告を取り下げ、懲役13年の判決が確定した。
その直後に、店員が「検事に強要されて偽証した」と告白し、また、真犯人を名乗る人物が静岡県沼津警察署に出頭したが、後に不起訴処分となる。冨士は、模範囚として服役しながら再審請求を始めた（第1〜3次再審請求）。
『婦人公論』編集長の三枝佐枝子は、冨士と同じく徳島出身で、かつ同じ徳島県立徳島高等女学校出身の瀬戸内晴美に事件の取材を依頼。同誌1960年2月号に瀬戸内のルポルタージュ「恐怖の判決」が掲載される。1961年5月12日、毎日新聞にて、事件を題材にした開高健の小説『片隅の迷路』の連載が開始される（同年11月27日まで）。
1966年11月30日に仮出獄。姉弟や市民団体の支援のもと再審請求を続けた。1970年の再審請求では、有罪の決め手となった2人の店員が「富士さんが犯人だと言ったのはウソだった」と語るテレビ放送のテープが新証拠として提出されたが認められなかった。再審請求は続けられたが第5次再審請求中の1979年11月15日、冨士は腎臓がんのため、69歳で死去した。
その後、冨士の遺志は姉弟が受け継ぎ再審請求がなされた。第5次再審請求は（姉妹弟への請求者継承にともない、名称は「第6次再審請求」）、1980年12月13日に徳島地裁が再審開始を決定。1985年7月9日に徳島地裁は無罪判決を出した。このときの代理人は林伸豪であった。
無罪の理由は
- 有罪の決め手となった店員の証言は誘導尋問によって導き出された疑いが強い。
- 冨士に男性を殺害すべき動機もない。
- 外部からの侵入者による犯行をうかがわせる証拠が多い。

というもので、捜査機関のずさんな捜査が糾弾された。
1985年12月12日、徳島地裁は冨士の娘に対して、逮捕された1954年8月13日から仮出所した1966年11月30日までの4493日間に7200円を掛けた額である3235万円の刑事補償を支払うことを決定した。

## ずさんな捜査
1954年6月徳島地検は2人を犯人として逮捕したが1人はヒロポン中毒で証言ができず、1人は断固として犯行を認めなかった。そのため起訴できず、停滞する警察の捜査に変わって徳島地検が直接捜査を指揮することになり、「強気の田辺」の異名をとる田辺光夫検事正が責任者となり「無能な警察」にかわって犯人逮捕を目標に掲げた。その結果何ら客観的証拠もないままわずか1ヶ月で「いつまでも内縁の妻の地位であることに不満を抱いた冨士が殺害を決意した」「もみ合いの末自らも傷を負いながら殺害した」と冨士が犯人とされた。
また店員の1人を45日間、もう1人を27日間勾留し店員たちに冨士の犯行を裏付けさせた。2人は「強要されたもので、偽証だった」と後に主張したものの認められず、店員のうち1人はこれを苦に睡眠薬で自殺未遂をおこしている。
さらに裁判において娘・佳子が泥棒を見たと外部犯であることを訴えたが『年令10歳小学4年生の少女である。智力も判断力も劣るのみならず本件のごとき早暁のしかも暗中の突発的事件にあっては見聞の確実ならざることは当然である』と一審の津田裁判長は証言を退け判決に考慮されなかった。
再審請求の段になって検察はそれまで法廷に出されなかった不提出記録22冊を提示したが、その中には布団の上にのこる靴跡の写真が数枚あり外部犯行の可能性を示唆していた。

## 映像作品

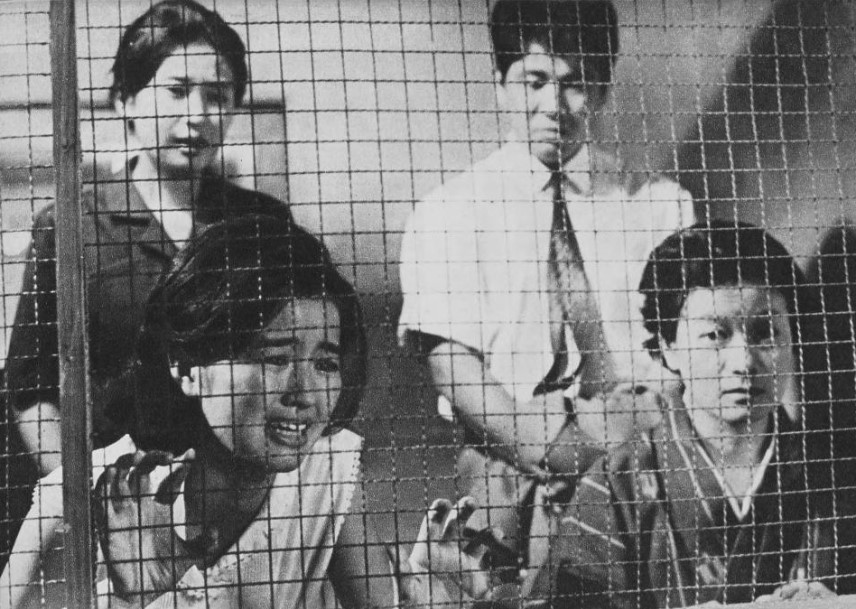
『証人の椅子』（1965年）

- 1961年5月から11月にかけて、開高健は事件を題材にした小説『片隅の迷路』を毎日新聞に連載。翌1962年、単行本が刊行。1965年、同作を原作とする映画『証人の椅子』が公開された。監督は山本薩夫。

- 1980年、早坂暁によるNHK土曜ドラマ『暁は寒かった―（前編）母が誰かを殺した日、（後編）誰かが母を殺した日―』が放送された。冨士茂子を渡辺美佐子が、娘を桃井かおりが演じた。